# LaVon Mercer
 (juin 2024).
LaVon Mercer, en hébreu : לבן מרסר, né le 13 janvier 1959, à Metter, en Géorgie, est un ancien joueur américain naturalisé israélien de basket-ball. Il évolue durant sa carrière au poste de pivot.

## Palmarès
- Coupe d'Israël 1984, 1989, 1990, 1991, 1994